# Kalina järv
Kalina järv är en sjö i Estland.   Den ligger i landskapet Ida-Virumaa, i den östra delen av landet, 150 km öster om huvudstaden Tallinn. Kalina järv ligger 75 meter över havet. I omgivningarna runt Kalina järv växer i huvudsak blandskog.